# Hasdrubal den sköne
Hasdrubal den sköne var en kartagisk fältherre, död 221 f. Kr.
Han var svärson till Hamilkar Barkas och 228 f. Kr. dennes efterträdare som överbefälhavare i Spanien, där han, mera statsman än fältherre, till stor del utan svärdsslag genom smidiga underhandlingar betydligt utvidgade Kartagos välde, för vilket han skapade en stödjepunkt genom anläggandet av Carthago nova. Hasdrubal lönnmördades 221 f. Kr.